# Prez, Ardennes
 Prez  là một xã ở tỉnh Ardennes, thuộc vùng Grand Est ở phía bắc nước Pháp.